# The Simpsons Bowling
The Simpsons Bowling är ett bowlingspel för arkad med styrkula för upp till fyra personer, baserat på TV-serien Simpsons. Spelet gjordes av Konami och Fox Interactive och lanserades under 2000.

## Gameplay
I spelet kör man enligt de vanliga reglerna för bowling. Spelet innehåller nio karaktärer som kan bowla, Homer, Marge, Bart, Lisa (Kang i förklädnad), Mr. Burns, Apu, Krusty, Vaktmästare Willie och Abe Simpson. Varje kastare har olika styrkor och svagheter. Som exempel har Willie mest kraft och bra på noggrannhet, något som även Homer har. Abe får i princip en perfekt statistik. Om spelaren får tre strikar i rad får man välja ett av fyra specialklot, som alla har egna egenskaper. Alla karaktärer är klädda i kläder från TV-avsnittet "Team Homer". I spelet medverkar Dan Castellaneta, Julie Kavner, Nancy Cartwright, Yeardley Smith, Hank Azaria och Harry Shearer som sina rollfigurer från TV-serien.